# 賈斯汀·迪利
賈斯汀·迪利（英語：Justin Deeley，1986年2月1日—）是美國的一位演員。他最著名的作品是CW電視台電視劇90210和美女上錯身。他也是一位模特。

## 外部連結
- 賈斯汀·迪利在互联网电影资料库（IMDb）上的資料（英文）